# Échelle de Bristol
Pour les articles homonymes, voir Bristol.

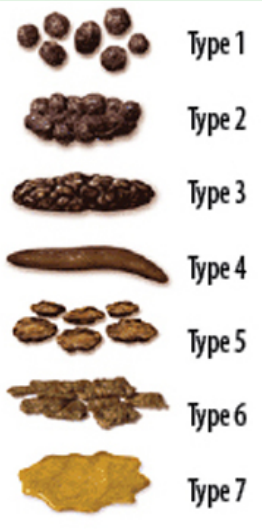
Échelle de Bristol.

L'échelle de Bristol (en anglais : Bristol Stool Scale) est une échelle visuelle répartissant les selles humaines en sept types,. Elle a été développée à l'université de Bristol et a été initialement publiée en 1997 dans le Scandinavian Journal of Gastroenterology. Cette échelle est corrélée avec la mesure du temps de transit colique par les marqueurs radio-opaques.
La forme des selles dépend du temps qu'elles ont passé dans le côlon.

## Description des différents types
- Type 1 : Petites crottes dures et détachées, ressemblant à des noisettes (scybales[4]). Difficiles à évacuer.
- Type 2 : En forme de saucisse, mais dures et grumeleuses.
- Type 3 : Comme une saucisse, mais avec des craquelures sur la surface.
- Type 4 : Ressemble à une saucisse ou un serpent, lisse et douce.
- Type 5 : Morceaux mous, avec des bords nets. Néanmoins aisés à évacuer.
- Type 6 : Morceaux duveteux, en lambeaux, selles détrempées.
- Type 7 : Pas de morceau solide, entièrement liquide.

## Interprétation des résultats
- Les types 1 et 2 indiquent une constipation.
- Les types 3 et 4 sont les selles idéales.
- Les types 5 à 7 tendent de plus en plus vers la diarrhée (risque de déshydratation infantile).